# Stazka
Stazka je v silniční dopravě záznam o provozu určitého vozidla, například o uskutečněných jízdách, stavu tachometru a čerpání pohonných hmot. Pro tyto účely se používá standardizovaný formulář nebo nověji speciální počítačový program. Výraz stazka vznikl ze zkratky StZ pro statistický záznam.